# Villers-la-Combe
Villers-la-Combe è un comune francese di 53 abitanti situato nel dipartimento del Doubs nella regione della Borgogna-Franca Contea.

## Società

### Evoluzione demografica
Abitanti censiti